# Quercus cornelius-mulleri
Quercus cornelius-mulleri är en bokväxtart som beskrevs av Kevin Clark Nixon och K.P. Steele. Quercus cornelius-mulleri ingår i släktet ekar, och familjen bokväxter. Inga underarter finns listade.